# ФК Брендби
Фудбалски клуб Брендби (дан. Brøndbyernes Idrætsforening, Brøndby IF), дански фудбалски клуб из Брендбија, западне периферије Копенхагена. Познат је под скраћеницом BIF. Основан је 1964. спајањем два локална клуба из Брендбија. Клуб је освојио 11 шампионских титула Суперлиге Данске и седам титула Купа Данске откако је 1981. ушао у дански елитни фудбалски ранг.

## Успеси
- Суперлига Данске
  - Победник (11):  1985, 1987, 1988, 1990, 1991, 1995/96, 1996/97, 1997/98, 2001/02, 2004/05, 2020/21.
- Куп Данске
  - Победник (7):  1988/89, 1993/94, 1997/98, 2002/03, 2004/05, 2007/08, 2017/18.
- Лига куп Данске
  - Победник (3):  1984, 2005, 2006
- Суперкуп Данске
  - Победник (4):  1994, 1996, 1997, 2002.
- Куп УЕФА (12 учешћа)
  - Полуфинале:  1990/91.

## Играчи

### Тренутни састав
Ажурирано 1. септембра 2021.
| Бр. |          | Позиција | Играч                           |
| --- | -------- | -------- | ------------------------------- |
| 2   | Данска   | О        | Јенс Мартин Гамелби             |
| 3   | Норвешка | О        | Хенрик Хегхејм                  |
| 4   | Норвешка | О        | Сигурд Ростед                   |
| 5   | Данска   | О        | Андреас Максе (капитен)         |
| 8   | Данска   | С        | Матијас Греве                   |
| 9   | Србија   | Н        | Андрија Павловић                |
| 11  | Данска   | Н        | Микаел Ухре                     |
| 12  | Данска   | О        | Михаел Лумб                     |
| 14  | Данска   | О        | Кевин Менсах (заменик капитена) |
| 15  | Парагвај | О        | Блас Риверос                    |
| 16  | Данска   | Г        | Томас Микелсен                  |
| 17  | Данска   | О        | Андреас Брус                    |
| 18  | Данска   | О        | Кевин Чембе                     |
| 19  | Данска   | С        | Мортен Френдруп                 |
| 20  | Шведска  | С        | Оскар Фаленијус                 |

| Бр. |                           | Позиција | Играч                                            |
| --- | ------------------------- | -------- | ------------------------------------------------ |
| 21  | Шведска                   | О        | Расмус Викстрем                                  |
| 22  | Хрватска                  | С        | Јосип Радошевић                                  |
| 23  | Сједињене Америчке Државе | С        | Кристијан Капис                                  |
| 24  | Хрватска                  | Н        | Марко Дивковић (на позајмици из Дунајске Стреде) |
| 25  | Тунис                     | С        | Анис Бен Слиман                                  |
| 27  | Шведска                   | Н        | Симон Хедлунд                                    |
| 28  | Данска                    | О        | Антон Скипер                                     |
| 29  | Данска                    | С        | Петер Бјур                                       |
| 30  | Данска                    | Г        | Мадс Хермансен                                   |
| 31  | Данска                    | Н        | Јагвир Синг                                      |
| 34  | Данска                    | С        | Андреас Пинт                                     |
| 36  | Данска                    | Н        | Матијас Квистгарден                              |
| 38  | Данска                    | Н        | Јусеф Салех                                      |
| 40  | Данска                    | Г        | Јонатан Егидус                                   |
| 42  | Норвешка                  | С        | Тобијас Беркејет                                 |

### Играч године
Почев од 1980, клуб сваке године бира свог играча године.
- 1980.  Бријан Кроис
- 1981.  Оле Остергард
- 1982.  Михаел Лаудруп
- 1983.  Џон Видел
- 1984.  Бјарне Јенсен
- 1985.  Клаус Нилсен
- 1986.  Оле Мадсен
- 1987.  Ларс Олсен
- 1988.  Бјарне Јенсен (2)
- 1989.  Хенрик Јенсен
- 1990.  Петер Шмејхел
- 1991.  Ким Вилфорт
- 1992.  Уче Окечукву
- 1993.  Јес Хог
- 1994.  Оле Бјур
- 1995.  Алан Нилсен
- 1996.  Сорен Колдинг
- 1997.  Ебе Санд
- 1998.  Ким Даугард
- 1999.  Могенс Крог
- 2000.  Дан Антон Јохансен
- 2001.  Кристер Нордин
- 2002.  Аурелијус Скарбалијус
- 2003.  Пер Нилсен
- 2004.  Мартин Ретов
- 2005.  Јохан Елмандер
- 2006.  Пер Нилсен (2)
- 2007.  Марк Хауард
- 2008.  Томас Расмусен
- 2009.  Стефан Андерсен
- 2010.  Микаел Крон-Дели
- 2011.  Микаел Крон-Дели (2)
- 2012.  Мајк Јенсен
- 2013.  Симон Макинок
- 2014.  Лукаш Храдецки
- 2015.  Риза Дурмиши
- 2016.  Фредерик Ронов
- 2017.  Кристијан Норгард
- 2018.  Камил Вилчек
- 2019.  Камил Вилчек
- 2020.  Андреас Максе

## Рекорди
- Победа код куће, Danish Superliga: 7-0 против ФК Херфолге БК, 11. јула 2005.
- Победа у гостима, Danish Superliga: 7-0 против ФК Есбјерг фБ, 26. августа 2001.
- Пораз код куће, Danish Superliga: 1-6 против ФК Есбјерг фБ, 14. март 2004.
- Пораз у гостима, Danish Superliga: 0-5 против ФК Мидтјиланд, 29. јула 2007.
- Највећа посета, Стадион Брендбија: 31,508 против ФК Копенхагена, 18. јуна 2003.
- Највећа просечна посета, сезона: 18,204, 2004/05.
- Највише утакмица, европске утакмице: 70, Пер Нилсен
- Највише утакмица, укупно: 556, Бјарне Јенсен
- Највише постигнутих голова, сезона, Суперлига Данске: 28, Ебе Санд 1997/98.
- Највише постигнутих голова, Суперлига Данске: 80, Бент „Турбо“ Кристенсен
- Највише постигнутих голова, европске утакмице: 12, Рубен Багер
- Највише постигнутих голова, укупно: 110, Ким Вилфорт